# Catherine Wilkening
Catherine Wilkening, née le 16 juillet 1963 à Dijon (Côte-d'Or), est une actrice, réalisatrice, scénariste et sculptrice française.

## Biographie
Catherine Wilkening est la fille du professeur Wilkening, ancien chef de service du service de réanimation et anesthésie du CHU de Dijon et d'une institutrice.
À 12 ans, elle rêve de devenir comédienne. Elle prend des cours de diction chez une comédienne de théâtre qui lui fait découvrir Antigone, de Jean Anouilh, rôle qu'elle joue au sein du club de théâtre de son lycée à Dijon. Après son baccalauréat, elle monte à Paris pour faire carrière dans le cinéma.
Au milieu des années 1980, elle débute à l’écran dans des courts-métrages et fait une apparition dans un film de Claude Lelouch. En 1987, elle joue le principal rôle féminin dans Mon bel amour, ma déchirure de José Pinheiro, une histoire d’amour passionnée et intense, avec Stéphane Ferrara comme partenaire. Elle tourne ensuite sous la direction de Gérard Vergez, Denys Arcand, Yves Boisset ou Coline Serreau.
Dans les trois volets du Cœur des hommes de Marc Esposito, elle interprète Nanou, l’épouse du volage Alex, incarné par Marc Lavoine.
Elle se consacre activement à la télévision en apparaissant dans des séries populaires telles que Nestor Burma, Julie Lescaut, Fabien Cosma, Joséphine, ange gardien ou Commissaire Magellan.
En 2005, elle passe derrière la caméra pour réaliser Emily la princesse…, un court métrage dont elle écrit également le scénario, récit d'une fillette réfugiée dans son imaginaire.
Depuis le début des années 2000, elle développe sa passion pour la sculpture. Elle présente ses œuvres dans plusieurs lieux d’exposition, notamment dans la galerie d'art de Caroline Tresca dans le 6e arrondissement, en septembre 2015.
En 2017, elle fait paraître son autobiographie, Les Mots avalés - Parcours d'une vorace, dans laquelle elle raconte son combat pendant des années contre la boulimie morbide.

## Filmographie

### Cinéma

#### Longs métrages
- 1986 : Attention bandits ! de Claude Lelouch
- 1987 : Un amour à Paris de Merzak Allouache : Marie
- 1987 : Mon bel amour, ma déchirure de José Pinheiro : Catherine
- 1988 : Deux minutes de soleil en plus de Gérard Vergez : Aïna
- 1988 : Contrainte par corps de Serge Leroy : Lola Meunier
- 1989 : Jésus de Montréal de Denys Arcand : Mireille
- 1989 : Le Crime d'Antoine de Marc Rivière : Léa
- 1991 : La Tribu d’Yves Boisset : Laurence
- 1992 : La Crise de Coline Serreau : Marie
- 1998 : Mare largo de Ferdinando Vicentini Orgnani : Annick Riffaud
- 2002 : Au loin... l'horizon d’Olivier Vidal
- 2002 : Il Trasformista de Luca Barbareschi : Catherine
- 2003 : Le Cœur des hommes de Marc Esposito : Nanou
- 2003 : Supernova (Expérience #1) de Pierre Vinour : Gloria/Sandra
- 2005 : Ze film de Guy Jacques : la patronne du café
- 2007 : Le Cœur des hommes 2 de Marc Esposito : Nanou
- 2007 : Tombé d'une étoile de Xavier Deluc
- 2008 : A vágyakozás napjai de József Pacskovszky : Angela
- 2009 : Des illusions d’Étienne Faure : Sylvie
- 2011 : Balkan Bazaar d’Edmond Budina : Jolie
- 2013 : Le Cœur des hommes 3 de Marc Esposito : Nanou
- 2022 : Sans toi de Sophie Guillemin

#### Courts métrages
- 1985 : Le Mauvais œil de Jean-Louis Cros
- 1985 : Terminus, ma plus belle histoire d’amour de Jean-Louis Cros
- 1986 : Laura Laura pas de Jean-Luc Rossignol
- 1998 : Pas de stress ! de Jean-Luc Goossens
- 1999 : L’Otage de Pierre Vinour : Louise
- 2001 : Gilbert Mouclade était un marrant d’Elie-Alexandre Le Hoangan et Camille Saféris : Christelle Mouclade
- 2001 : Carte blanche à Clermont-Ferrand de Pierre Vinour
- 2004 : L’Étrangleur de l’Est de Cédric Chambin
- 2008 : La Chasse aux truffes d’André Buytaers : Christine

### Réalisation et scénario
- 2005 : Emily la princesse… (court-métrage)

### Télévision

#### Téléfilms
- 1985 : L'Histoire en marche: Le serment de Roger Kahane : Zani
- 1986 : Une femme innocente de Pierre Boutron : l'actrice
- 1991 : Poison d'amour d’Hugues de Laugardière : Françoise
- 1991 : Les Carnassiers d’Yves Boisset : Alice
- 1993 : Nom de code : Missus d’Alberto Negrin : Olga Astrova
- 1993 : L'enfant du Pérou (Dov'eri quella notte) de Salvatore Samperi : Isabelle
- 1993 : Une image de trop de Jean-Claude Missiaen : Francesca
- 1994 : Cherche famille désespérément de François Luciani : Emma
- 1994 : Vendredi noir : Nature morte de Péter Gárdos : Anna
- 1995 : Terres gelées de Maurice Frydland : Olinka
- 1995 : L'assassin et dans la fac de Maurice Phillips : Marion Carreaux
- 1996 : Les Liens du cœur de Josée Dayan : Mélanie
- 1996 : Une clinique au soleil (Titre d'abord envisagé : La Passion du docteur Bergh) de Josée Dayan : Gabrielle
- 1998 : Mirage noir de Sébastien Grall : Christine
- 1998 : Leo e Beo de Rossella Izzo : Angela
- 1999 : Un cœur pas comme les autres d’André Buytaers : Florence
- 2015 : Meurtres à Étretat de Laurence Katrian : Sœur Bénédicte
- 2015 : Capitaine Marleau de Josée Dayan : Cécile Castelnau
- 2016 : Meurtres à Grasse de Karim Ouaret : Jeanne Monsart

#### Séries télévisées
- 1986 : Félicien Grevèche de Michel Wyn : Augustine
- 1989 : Les jupons de la révolution, épisode Madame Tallien de Didier Grousset : Theresa
- 1990 : Haute Tension, épisode Les amants du lac de Joyce Buñuel : Jeanne
- 1992 : Coup de foudre, épisode La journaliste d’Annie Butler
- 1994 : Morlock (de), épisode Le tunnel d’Yves Boisset : Isabelle
- 1995 : Nestor Burma, épisode Nestor Burma dans l'île de Jean-Paul Mudry : Éliane Dorset
- 1996 : Julie Lescaut, épisode Crédit Revolver de Josée Dayan : Marie-Claire Lemoine
- 1996 : Inspecteurs associés (Dalziel and Pascoe), épisode An Advancement of Learning de Maurice Phillips : Marion Carreaux
- 1996 : L'Instit, épisode Demain dès l'aube de François Velle : Catherine
- 1998-2005 : Marc Eliot, 15 épisodes (sur 20) : Tina Paccard (épisodes Les deux flics, Le passé d’une femme, C’est pas une façon d’aimer, Les deux frères, Bande de filles, La traque, Gâche pas ta vie, Ces flics qu’on dit sauvages, Un beau salaud, L’enlèvement de Carmen, La rançon de l’amour, Mexico, terminus, Le soldat perdu, Trois femmes, C’est votre enfant)
- 1999: Docteur Sylvestre, épisode Ecorchée vive de Didier Grousset : Alice Schoeller
- 2001 : Fabien Cosma, épisode Antidote de Franck Apprederis : Violaine Lecouvreur
- 2005 : Dolmen, 2 épisodes de Didier Albert et Eric Summer : Chantal Perec
- 2005 : Les Enquêtes d'Éloïse Rome, épisode La vipère de Christophe Douchand : Betty Lampert
- 2005 : Une femme d'honneur, épisode Un homme peut en cacher un autre de Christophe Douchand : Sandrine Larcher
- 2006 : Joséphine, ange gardien, épisode De toute urgence de Vincent Monnet : Jeanne Poirel
- 2006 : Le Proc, épisode Le témoin de Jean-Marc Seban : Aurélie
- 2006 : Camping Paradis, épisode pilote, saison 1, de Didier Albert : Isabelle
- 2007 : Boulevard du Palais, épisode La cité des coupables de Pascale Dallet : Me Caroline Oppenheim
- 2008 : Diane, femme flic, épisode Deuxième vérité de Josée Dayan : Julia Sentori
- 2009 : Profilage, épisode Quelqu'un de bien d’Eric Summer : Karine
- 2009 : Claire Brunetti, épisode Piste noire de Didier Delaître : Anne Corbières
- 2009 : Les Petits Meurtres d'Agatha Christie, épisode La plume empoisonnée d'Éric Woreth : Henriette Simonet
- 2009 : Sable noir, épisode In Memoriam de Victor Jaquier et Hugo Veludo : la mère
- 2011 : Alice Nevers, le juge est une femme, épisode À la folie de René Manzor : Madame Chazela
- 2011 : Commissaire Magellan, épisode Mort subite d’Étienne Dhaene : Sybille Barbier
- 2013 : Port d'Attache, série pour la Radio Télévision Suisse d’Anne Deluz : Juliette Chappuis
- 2017 : L'Art du crime, série réalisée par Éric Woreth
- 2017 : Mongeville, épisode Séminaire à vif : Fabienne Treille
- 2018 : Section de Recherches, saison 12 épisodes 1 et 14 : Fanny Colomars
- Depuis 2021 : Un si grand soleil (saison 4 - en cours) : Claudine Becker

## Théâtre
- 1998-1999 : Phèdre de Racine, mise en scène Sotha, au festival d'Avignon et au Théâtre de la Renaissance

## Doublage

### Cinéma

#### Films
- Tilda Swinton dans :
  - Burn After Reading (2008) : Katie Cox
  - The Limits of Control (2009) : la Blonde
  - Moonrise Kingdom (2012) : Social Services
  - Only Lovers Left Alive (2013) : Eve
  - The Dead Don't Die (2019) : Zelda Winston
  - Asteroid City (2023) : le Dr Hickenlooper

- 2008 : Dorothy : Jane Van Dopp (Carice van Houten)
- 2009 : Life During Wartime : Helen (Ally Sheedy)
- 2009 : Ultimate Game : Angie (Amber Valletta)
- 2010 : True Grit : Mattie, à 40 ans (Elizabeth Marvel)
- 2012 : Lady Vegas : Les Mémoires d'une joueuse : Tulip Heimowitz (Catherine Zeta-Jones)
- 2013 : Week-end royal : Eleanor Roosevelt (Olivia Williams)
- 2013 : The Immigrant : Belva (Dagmara Domińczyk)
- 2013 : Her : Amy (Amy Adams)
- 2016 : The Nice Guys : Judith Kutner (Kim Basinger)
- 2020 : Je t'aime, imbécile ! : Lorena (Patricia Vico (es))

### Télévision

#### Séries télévisées
- 2023 : The Buccaneers : ? ( ? )

## Distinctions
- 1989 : Prix de la meilleure actrice au festival Mystfest de Cattolica (Italie), pour Le Crime d'Antoine de Marc Rivière
- 1990 : Nomination pour le Génie de la meilleure actrice dans un rôle principal au Prix Génie (Canada), pour Jésus de Montréal de Denys Arcand